# Ninotsminda (distrikt)
Ninotsminda (georgiska: ნინოწმინდის მუნიციპალიტეტი, Ninotsmindis munitsipaliteti) är ett distrikt i Georgien. Det ligger i regionen Samtsche-Dzjavachetien, i den centrala delen av landet. Distriktet hade 24 491 invånare enligt folkräkningen år 2014. Invånarna bestod då av 23 262 armenier, 1029 georgier och 184 ryssar. Staden ligger nära den armeniska gränsen.